# Eugène Loup
Eugène Loup, né le 1er février 1867 à Rodez et mort à Paris le 10 septembre 1948, est un peintre français.

## Biographie
Eugène Loup nait à Rodez le 1er février 1867, fils de Jean-Louis Loup, lithographe, et de Virginie Albouy.
Il effectue sa scolarité à Rodez, puis s’inscrit de 1884 à 1886 à l'École des beaux-arts de Toulouse où il suit les cours d'Élie Faure. En 1888, il s'installe à Paris dans l'atelier de son cousin le peintre orientaliste Maurice Bompard.
Il s'inscrit à l'Académie Julian où il suit les cours de Benjamin-Constant et de Jules Lefebvre. Sa carrière artistique de portraitiste connaît une progression rapide. Dès 1889, ses figures de grisaille exposées au Salon des artistes français sont remarquées favorablement.
Il obtient une médaille à l'Exposition universelle de 1900 à Paris et expose au Salon d'automne de 1903 et 1906. Il participe à la Collection JOB en illustrant un calendrier de 1916.
Son style académique vaporeux et mélancolique fait de lui un artiste prisé.
Il meurt le 10 septembre 1948 à son domicile du 25, rue Vaneau, dans le 7e arrondissement de Paris.
Après sa mort, quelques tableaux de sa collection sont données au musée Denys-Puech par sa femme et sa famille. Plusieurs de ses œuvres apparaissent aussi dans des collections publiques comme celles du musée d'Orsay à Paris, du musée du château de Rogalin en Pologne et du musée national d'Australie-Méridionale.

## Collections publiques
Australie
- Adélaïde, Art Gallery of South Australia : Rêverie[6].

France
- Pau, musée des Beaux-Arts : Rêverie[7],[8].
- Paris, musée d'Orsay : Mélancolie, ou Tapisserie, ou Rêverie, vers 1901, pastel sur toile[9],[10].
- Rodez, musée des Beaux-Arts Denys-Puech :
  - La Terrasse au jardin du Luxembourg[11] ;
  - Portrait de François Fabié[12]

Pologne
- Rogalin, château de Rogalin : Exhaustion[13].

Royaume-Uni
- Londres, ambassade de France au Royaume-Uni : Portrait assis d'une jeune fille[14].

Œuvres d'Eugène Loup
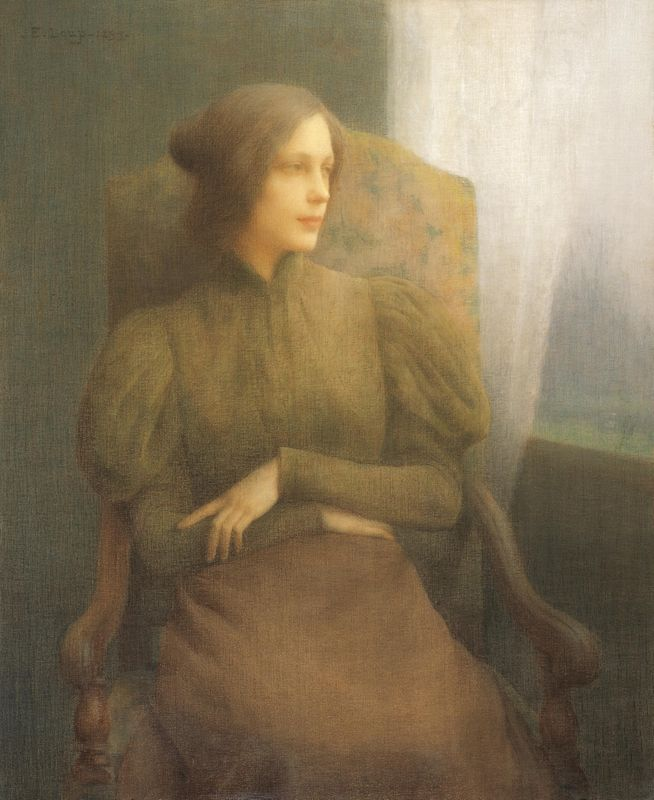
Rêverie, Adélaïde, Art Gallery of South Australia.
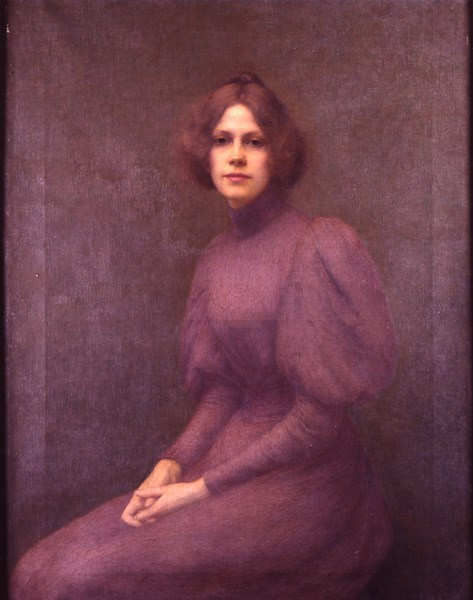
Rêverie, Pau, musée des beaux-arts.
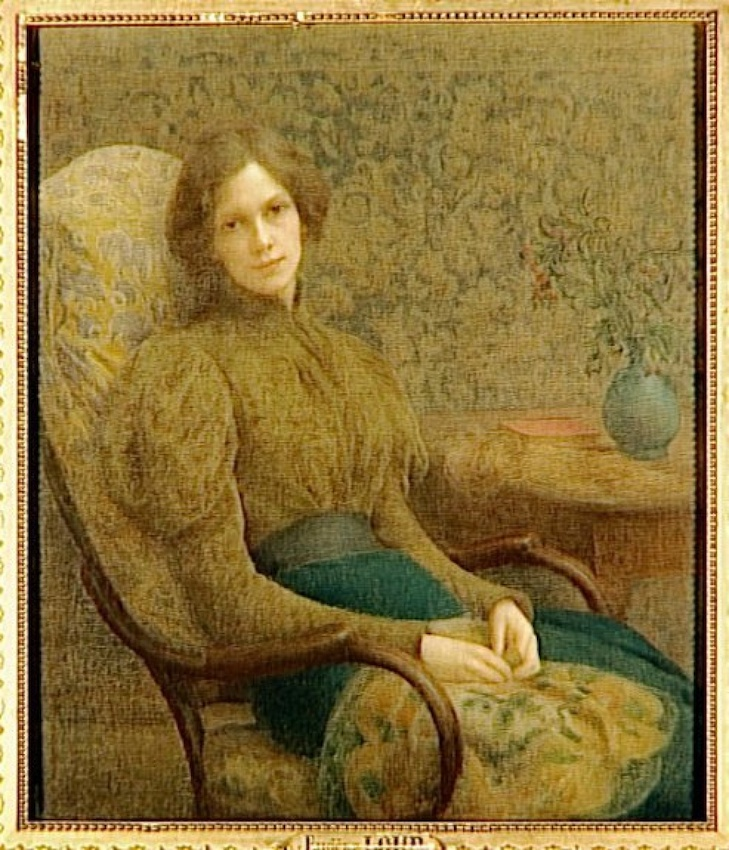
Mélancolie (vers 1901), Paris, musée d'Orsay.
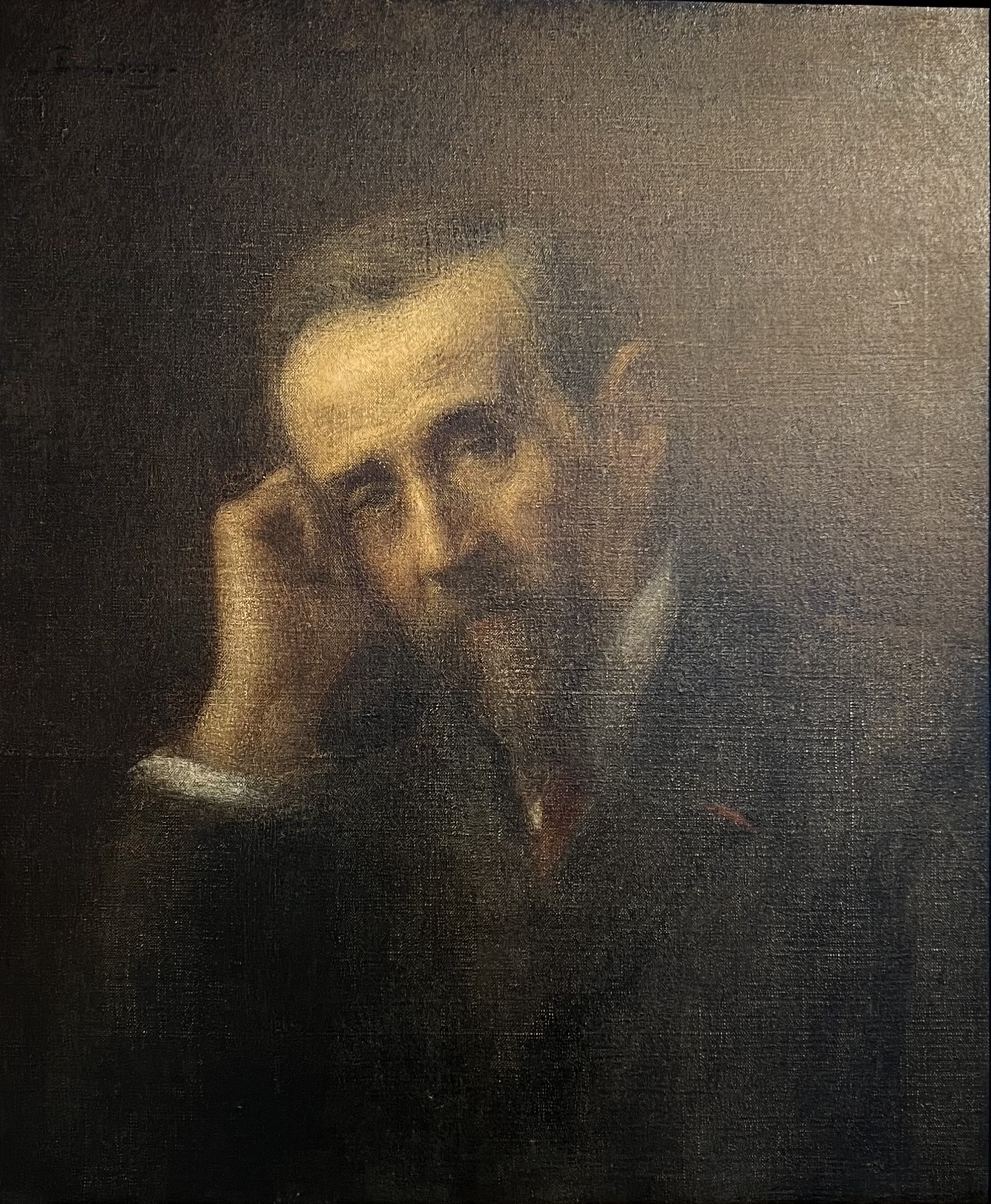
Portrait de François Fabié, Rodez, musée des Beaux-Arts Denys-Puech.
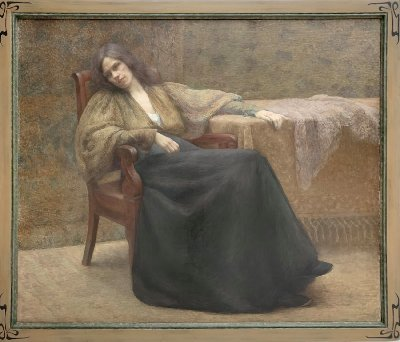
Exhaustion, Rogalin, château de Rogalin.

## Hommages
Une rue de Rodez porte son nom.